# E-40
Earl Stevens (Vallejo, Kalifornija, SAD, 15. studenog 1967.), bolje poznat po svom umjetničkom imenu E-40 je američki reper i poduzetnik. E-40 je član hip hop grupe The Click i osnivač diskografske kuće Sick Wid It Records. Svoj debitantski album Federal objavio je u studenom 1993. godine.

## Diskografija

### Studijski albumi
- Federal (1993.)
- In a Major Way (1995.)
- Tha Hall of Game (1996.)
- The Element of Surprise (1998.)
- Charlie Hustle: The Blueprint of a Self-Made Millionaire (1999.)
- Loyalty & Betrayal (2000.)
- Grit & Grind (2002.)
- Breakin' News (2003.)
- My Ghetto Report Card (2006.)
- The Ball Street Journal (2008.)
- Revenue Retrievin': Day Shift (2010.)
- Revenue Retrievin': Night Shift (2010.)
- Revenue Retrievin': Overtime Shift (2011.)
- Revenue Retrievin': Graveyard Shift (2011.)

### EP-ovi
- Mr. Flamboyant (1991.)
- The Mail Man (1994.)

## Filmografija

### Filmovi
- The Breaks (1999.)
- 3 Strikes (2000.)
- Obstacles (2000.)
- Malibooty (2003.)
- Hair Show (2004.)
- Survival of the Illest (2004.)
- Dead Heist (2007.)

### Televizijske serije
- Soul Train (1995.)
- The Jamie Foxx Show (2001.)
- Soul Train (2004.)
- Blowin' Up (2006.)
- 106 & Park (2006.)
- Punk'd (2006.)
- Wild 'n Out (2006.)
- Yo Momma (2006.)
- BET Hip Hop Awards (2007.)
- Def Jam: Icon (2007.)
- From G's to Gents (2009.)
- Played by Fame (2009.)

## Vanjske poveznice
- E-40 na Twitteru
- E-40 na MySpaceu
- E-40 na Internet Movie Databaseu